# Šaltojos ir Vyžuonos upių slėniai
Šaltojos ir Vyžuonos upių slėniai este o arie protejată (arie de protecție specială avifaunistică — SPA) din Lituania întinsă pe o suprafață de 1.569,34 ha, integral pe uscat.

## Localizare
Centrul sitului Šaltojos ir Vyžuonos upių slėniai este situat la coordonatele 56°04′29″N 25°32′38″E / 56.0747°N 25.5439°E.

## Înființare
Situl Šaltojos ir Vyžuonos upių slėniai a fost declarat arie de protecție specială avifaunistică în februarie 2022 pentru a proteja 10 specii de animale.

## Biodiversitate
Situată în ecoregiunea boreală, aria protejată nu include niciun habitat protejat.
La baza desemnării sitului se află mai multe specii protejate de  păsări (10): buhai de baltă (Botaurus stellaris), barză albă (Ciconia ciconia), erete de stuf (Circus aeruginosus), erete cenușiu (Circus pygargus), cristeiul de câmp (Crex crex), cocor (Grus grus), sfrâncioc roșiatic (Lanius collurio), cresteț cenușiu (Porzana parva), cresteț pestriț (Porzana porzana), Porzana pusilla.
Pe lângă speciile protejate, pe teritoriul sitului au mai fost identificate 2 specii de păsări, 1 specie de mamifere.